# Lò sưởi

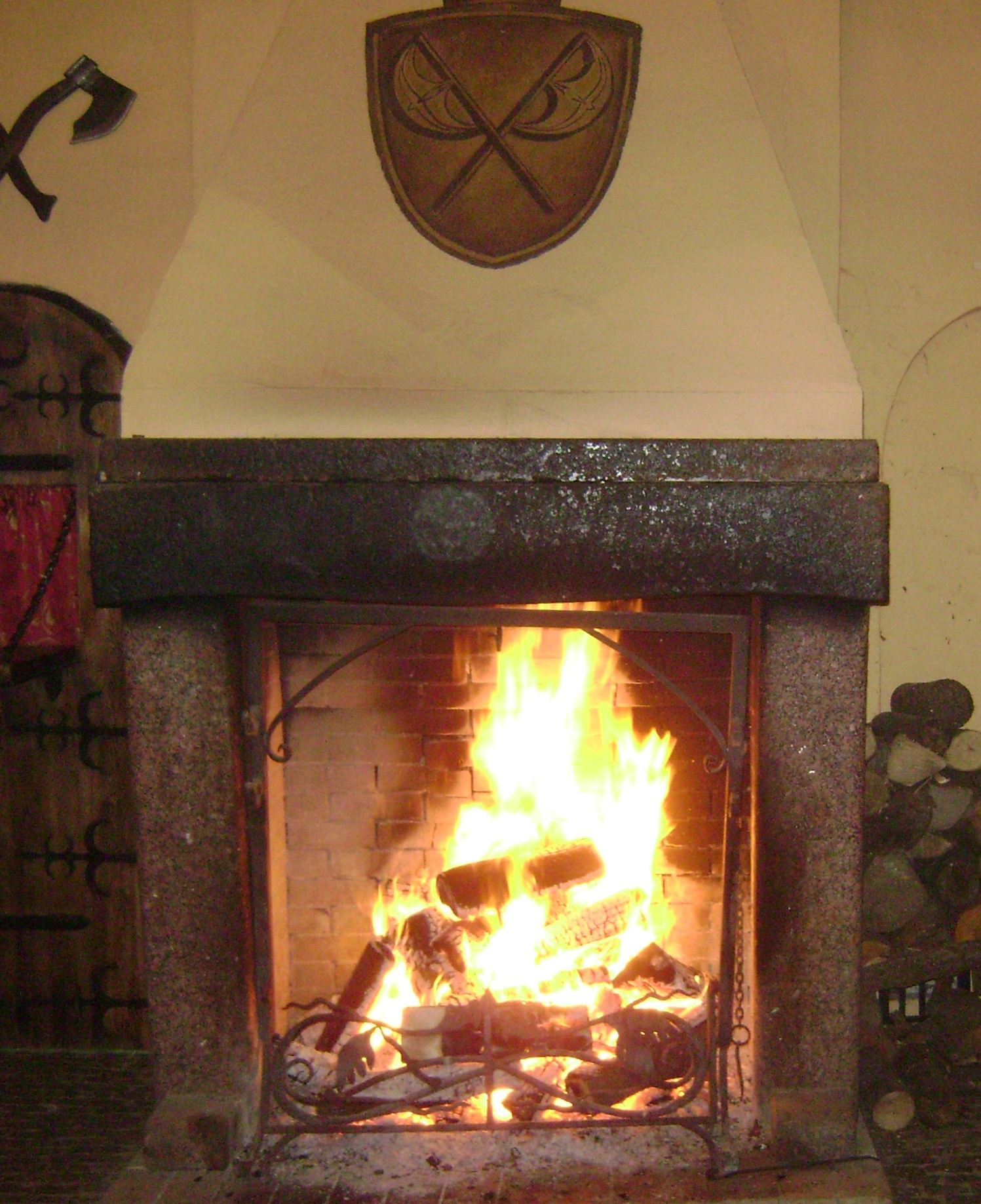
Một cái lò sưởi

Lò sưởi là một cấu trúc kiến trúc được thiết kế để đốt cháy và duy trì một ngọn lửa nhằm mục đích sưởi ấm trong cả một không gian tương đối rộng và đặc biệt là có thể sử dụng cho việc nấu ăn (trong lịch sử). Lò sưởi được thiết kế nằm ở trung tâm ngôi nhà với một hộp vuông được xây và chứa các chất đốt như củi, gỗ, chất cháy... phía trên hộp là một ống khói hoặc ống khói khác để thải khí khí đốt (co2) thoát ra khỏi ngôi nhà.

## Lịch sử
Trong lịch sử, lò sưởi ban đầu là một hố lửa cổ đại được đôi khi được xây dựng trong lòng đất ở trung tâm của một túp lều hoặc khu vực nhà ở. Khói thoát ra qua các lỗ trên mái nhà tuy nhiên khói vẫn còn chưa thoát hết ra khỏi nhà nên trong nhà vẫn nồng nặc cho đến khi ống khói, phát minh ra nhiều năm sau đó, đã giải quyết về căn cơ vấn đến này và đã đẩy được khói bên ngoài.
Ngày nay, một loạt các phụ kiện được sử dụng với lò sưởi, đối với nội thất, phổ biến trong nền văn hóa phương Tây gần đây vỉ lò (lò Viba), lò sấy,... lò sưởi còn có ý nghĩa làm vật trang trí của ngôi nhà, tạo không gian thêm ấm cúng. Ngày nay con người đã phát minh ra loại lò sưởi điện với cấu trúc nhỏ gọn và tiện lợi hơn rất nhiều.

## Trên thế giới

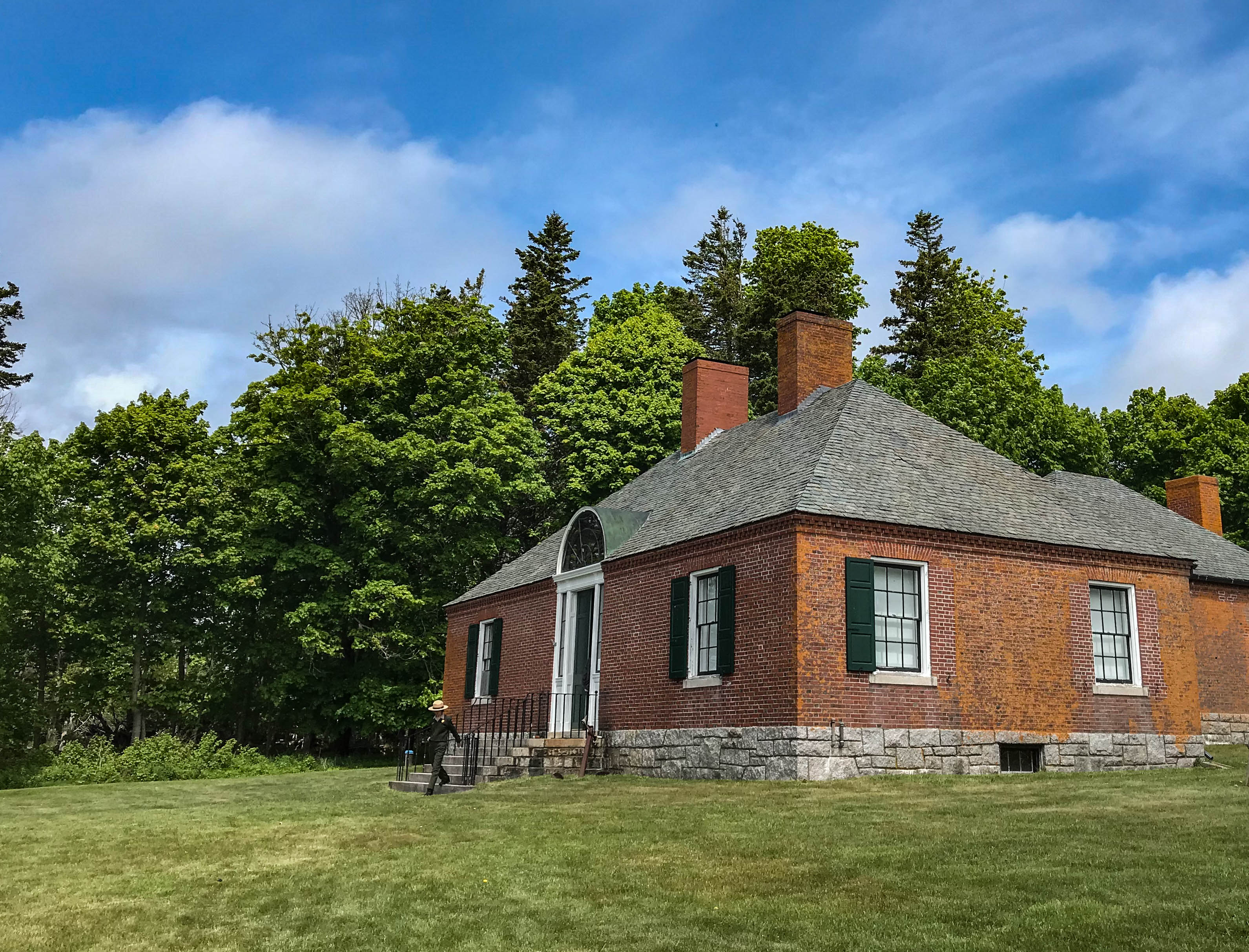
Ống khói thiết kế trong một ngôi nhà kiểu phương Tây

Ở Châu Âu đặc biệt là vùng Bắc Âu với khí hậu giá lạnh và nhiều tuyết thì lò sưởi là một cơ cấu quan trọng trong ngôi nhà và là một trọng tâm trang trí nội thất. Lò sưởi thường được xây dựng bằng gạch hoặc đá. Tại Mỹ, một số tiểu bang và quận hạt địa phương có luật, pháp lệnh liên quan đến các loại lò sưởi. Chính quyền yêu cầu cài đặt ít nhất sử dụng lò sưởi hiệu quả nhất để tránh ô nhiễm không khí và tiêu tốn nhiên liệu.